# Osip Mandelștam
Osip Emilievici Mandelștam (în rusă О́сип Эми́льевич Мандельшта́м; n. 2/14 ianuarie 1891, Varșovia, Imperiul Rus – d. 27 decembrie 1938, Q4113359⁠(d), RSFS Rusă, URSS) a fost un poet și eseist evreu rus, unul dintre cei mai faimoși membri ai școlii poetice acmeiste. 
A scris o lirică neoclasică, caracterizată prin laconism, intensitatea expresiei și echilibrul versului.

## Biografia
Mandelștam s-a născut în Varșovia într-o familie evreiască bogată. Tatăl său, patron de tăbăcărie, a fost capabil să facă rost de o dispensă, care îi permitea să ocolească restricțiile impuse de legile regiunii de colonizare și, la scurtă vreme după nașterea lui Osip, s-a mutat cu toată familia la Sankt Peterburg. 
În aprilie 1908, Mandelștam a decis să studieze literatura și filozofia la Sorbonne, dar în anul următor a continuat studiile la Universitatea din Heidelberg, pentru ca în 1911 să ajungă la Universitatea din Sankt Peterburg. El nu a reușit să termine niciodată un institut de învățământ superior. Anul 1911 este de asemenea anul convertirii lui Mandelștam la creștinism. 
Poezia lui Mandelștam a devenit populistă după revoluția rusă din 1905, a evoluat către simbolism și, în 1911, împreună cu alți tineri poeți ruși, a format "Asociația poeților" (Цех Поэтов), sub conducerea formală a lui Nikolai Gumiliov și Serghei Gorodețki. Nucleul acestui grup a devenit cunoscut ca acmeiști. Mandelștam a fost autorul manifestului noii mișcări – Dimineața acmeismului (conceput în 1913, publicat în 1919). 1913 a fost de asemenea anul publicării primei colecții de poeme, Piatra ( Камень), colecție care a fost republicată în 1916, cu alt nume și într-o formă mai extinsă. 
În 1922, Mandelștam a ajuns la Moscova alături de noua soție Nadejda. În același timp, i-a apărut a doua carte de poezii, Tristia, la Berlin. Pentru câțiva ani, a abandonat aproape complet poezia, concentrându-se pe eseuri, crică literară, memorii, (Larma timpului, (Шум времени); Feodosia – amândouă în 1925) și proză de mici dimensiuni (Timbrul egiptean, (Египетская марка) - 1928). A muncit ca traducător, (19 cărți în 6 ani), iar mai apoi a fost corespondentul unui ziar. 
Tendințele nonconformiste și împotriva autorităților ale lui Mandelștam au fost tot timpul prezente într-o formă latentă, iar în 1933 au izbucnit în forma faimoasei "Epigrama Stalin" ("Мы живем, под собою не чуя страны...": "Noi trăim, nu simțim patria de sub noi..."). Poemul, care îl critica aspru pe "munteanul de la Kremlin", se pare că a fost conceput după ce Mandelștam a văzut, în timp ce era în vacanță în Crimeea, efectele marii foamete, ca urmare a colectivizărilor forțate ordonate de Stalin și a încercării dictatorului de exterminare "culacilor". După numai șase luni, Mandelștam a fost arestat.
Totuși, după ce s-au derulat procedurile obișnuite de investigație, viața i-a fost cruțată, mai mult chiar, nu a fost condamnat la executarea unei pedepse în Gulag. Acest eveniment extraordinar a fost explicat de istorici prin interesul pe care l-a arătat Stalin față de soarta poetului. Mandelștam a fost "doar" exilat la Cherdîn, în nordul Uralilor. După o încercare eșuată de sinucidere, regimul exilului a fost îndulcit, i-a fost interzis să se mute în orașele mari, dar i s-a permis să-și aleagă reședința. Soția l-a urmat în noua locație de la Voronej. 

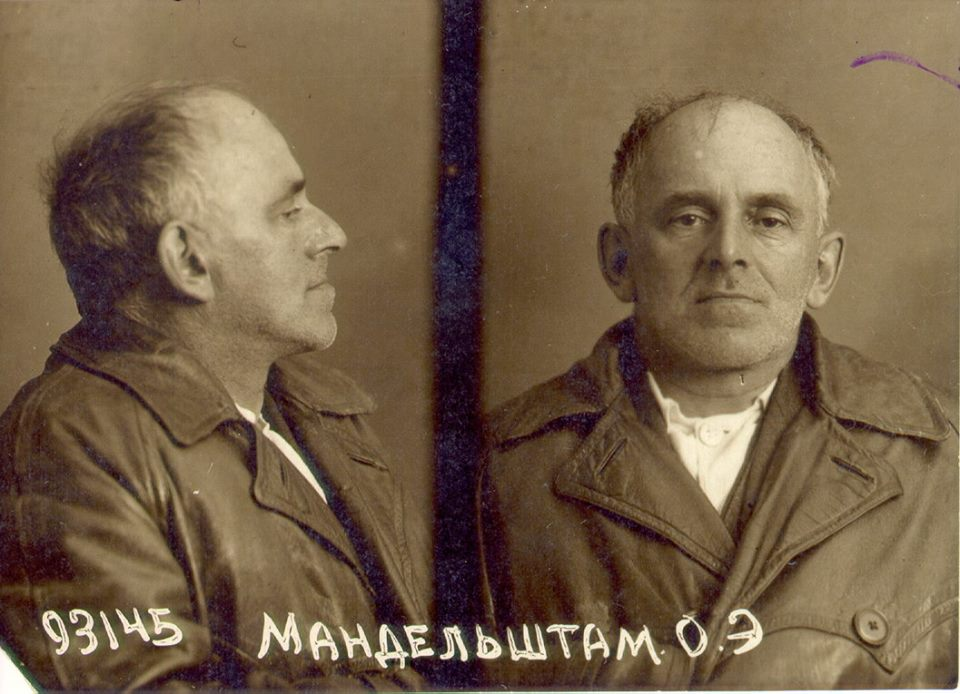
Fotografie din arhiva NKVD, după a doua arestare

Această mutare nu a fost decât o amânare a pedepsei în Gulag. În anii care au urmat, Mandelștam a scris (așa cum era de așteptat), câteva poeme care se părea că îl glorificau pe Stalin, (printre care și Odă lui Stalin), dar, în 1937, conducerea organizațiilor scriitorilor au început să-l acuze, mai întâi la nivel local și mai apoi la nivel unional, că ar fi promotorul vederilor antisovietice. La începutul anului următor, Mandelștam și soția lui au primit un bilet de tratament la o stațiune lângă Moscova. La sosire, Mandelștam a fost imediat arestat. 
Patru luni mai târziu, Mandelștam a fost condamnat la muncă grea în Gulag. A ajuns într-un lagăr de tranzit lângă Vladivostok, de unde a reușit să trimită o scrisoare către soția sa, în care cerea haine, pe care, de altfel, nu le-a primit niciodată. Cauza oficială a morții a fost o boală nespecificată.
Osip Mandelstam a fost ajutat în calitate de zek (deținut politic) de Boris Pasternak, care l-a sunat pe I. V Stalin pentru a-l ocroti.

## Scrieri
- 1913: Kamen' ("Piatra");
- 1922: Tristia;
- 1925: Șum vremeni ("Zvonul timpului"), autobiografie;
- 1928: Egipetskaia marka ("Sigiliul egiptean"), proză poetică;
- 1928: O poezii ("Despre poezie"), eseuri
- 1971: Voronejskie tetradi ("Caiete voronejene").